# Atwood (Kansas)
Atwood é uma cidade localizada no estado americano de Kansas, no Condado de Rawlins.

## Demografia
Segundo o censo americano de 2000, a sua população era de 1279 habitantes. 
Em 2006, foi estimada uma população de 1126, um decréscimo de 153 (-12.0%).

## Geografia
De acordo com o United States Census Bureau tem uma área de 
2,9 km², dos quais 2,7 km² cobertos por terra e 0,2 km² cobertos por água. Atwood localiza-se a aproximadamente 868 m acima do nível do mar.

## Localidades na vizinhança
O diagrama seguinte representa as localidades num raio de 44 km ao redor de Atwood. 